# حمله ۲۰۱۲ مخاچ‌قلعه
حمله ۲۰۱۲ مخاچ‌قلعه (انگلیسی: 2012 Makhachkala attack) در روز سه مه رخ داد، و دو بمب‌گذار انتحاری خودروی انفجاری را در نزدیک ایستگاه بازرسی پلیس در مرکز شهر مخاچ‌قلعه پایتخت داغستان منفجر کردند. بنابر گزارش سرویس امنیت فدرال روسیه در این واقعه ۴۰ تن کشته و بیش از ۱۰۰ نفر زخمی شدند. هدف از این بمب‌گذاری راهپیمایی رژهٔ سالانه ماه مه بود و مواد انفجاری بکار گرفته شده تری‌نیتروتولوئن (TNT) بوده‌است.